# Rhabdopleura striata
Rhabdopleura striata is een diersoort in de taxonomische indeling van de Hemichordata. Het dier behoort tot het geslacht Rhabdopleura en behoort tot de familie Rhabdopleuridae. De wetenschappelijke naam van de soort werd voor het eerst geldig gepubliceerd in 1909 door Schepotieff.